# Canillas de Esgueva
Canillas de Esgueva è un comune spagnolo di 120 abitanti situato nella comunità autonoma di Castiglia e León.